# Уманец, Михаил Пантелеевич
Михаил Пантелеевич Уманец (род. 4 октября 1937, с. Драгомировка, Келлеровский район, Северо-Казахстанская область, Казахская ССР, СССР) — советский и украинский инженер-энергетик, атомщик, лауреат Премии Совета Министров СССР (1978). В 1987—1992 директор Чернобыльской АЭС. Государственный деятель Украины. Заслуженный энергетик Украины (1997). Лауреат Государственной премии Украины в области науки и техники (1999).

## Биография
Окончил Томский электромеханический институт инженеров железнодорожного транспорта (1959), факультет «Автоматика, телемеханика и электрическая связь», специальность инженер путей сообщения — электрик.
- 1959—1972 инженер-исследователь, старший инженер по автоматике, начальник бюро, начальник сектора автоматики, начальник отдела, с 1966 нач. лаборатории Красноярского машиностроительного завода.
- 1972—1987 начальник цеха наладки, зам. главного инженера по эксплуатации, главный инженер Ленинградской АЭС
- 1987—1992 генеральный директор ПО «Чернобыльская АЭС»
- 1992—1993 президент Госконцерна Украины по эксплуатации объектов атомной энергетики и промышленности «Укратомэнергопром»
- 1993—1996 председатель Госкомитета Украины по использованию ядерной энергии.
- 1996—1997 — главный консультант Госкомитета Украины по использованию ядерной энергии.
- 1997—1998 помощник премьер-министра Украины.
- 1998—2000 1-й зам. министра — председатель Гос. департамента Украины по вопросам ядерной энергетики,
- 2001—2003 гендиректор совместного украинско-русско-казахского предприятие по производству ядерного топлива «УкрТВС».

## Награды
- Орден «За заслуги» III степени (14 октября 2004 года) — за значительный личный вклад в развитие атомной энергетики, высокий профессионализм и по случаю пуска энергоблока № 4 Ровенской атомной электростанции[1].
- Орден Дружбы (21 июля 1997 года, Россия) — за большой вклад в становление, развитие атомной науки и промышленности, укрепление дружбы и сотрудничества между народами[2].
- Орден Дружбы народов (1982).
- Медаль «За доблестный труд. В ознаменование 100-летия со дня рождения Владимира Ильича Ленина».
- Медаль «Ветеран труда» (1984).
- Государственная премия Украины в области науки и техники (1999).
- Заслуженный энергетик Украины (1997).
- Лауреат премии СМ СССР (1978).
- Медаль «Участник ликвидации последствий аварии на ЧАЭС» (1988).
- Почётный энергетик Украины (2002).
- Академик УЕАН (Украинской экологической академии наук).